# Các vụ bắt cóc công dân Nhật Bản của Bắc Triều Tiên
Các vụ bắt cóc công dân Nhật từ Nhật Bản của các điệp viên CHDCND Triều Tiên đã xảy ra trong một khoảng thời gian sáu năm từ 1977 tới 1983. Mặc dù chỉ có 17 người Nhật Bản (8 đàn ông và 9 phụ nữ) được chính phủ Nhật Bản chính thức công nhận là đã bị bắt cóc, con số thực có thể lên đến hàng trăm. 
Chính phủ Triều Tiên đã chính thức thừa nhận bắt cóc 13 công dân Nhật Bản.
Có các lời chứng rằng nhiều công dân không phải người Nhật, trong đó có chín công dân châu Âu, đã bị Triều Tiên bắt cóc.

## Bối cảnh
Hầu hết những người mất tích là ở độ tuổi 20; người trẻ nhất, Yokota Megumi, mới 13 tuổi khi cô biến mất trong tháng 11 năm 1977 tại Niigata, thành phố bờ biển phía tây Nhật Bản. Chính phủ Triều Tiên tuyên bố rằng cô đã tự tử tháng 3 năm 1994.
Người ta tin rằng các nạn nhân bị bắt cóc để dạy tiếng Nhật Bản và văn hóa Nhật Bản tại các trường điệp viên của Triều Tiên. Các nạn nhân lớn tuổi cũng bị bắt cóc với mục đích lấy danh tính của họ, nhưng những người bị bắt cóc này được cho là đã bị giết chết ngay lập tức. Có thể suy đoán rằng phụ nữ Nhật Bản bị bắt cóc để làm vợ cho một nhóm khủng bố người Nhật Bản tại Triều Tiên, sau khi một vụ không tặc năm 1970 trên máy bay Japan Airlines và một số có thể đã bị bắt cóc bởi vì họ vô tình chứng kiến hoạt động của các điệp viên Triều Tiên tại Nhật Bản. Điều này có thể giải thích lý do bắt cóc Yokota khi cô ấy đang còn trẻ như vậy.
Trong một thời gian dài, những vụ bắt cóc đã bị từ chối bởi Triều Tiên và các tổ chức cảm tình với nước này (bao gồm cả Chongryon và Đảng Xã hội Dân chủ Nhật Bản) và thường được coi là một thuyết âm mưu. Bất chấp sức ép từ các nhóm phụ huynh Nhật Bản, chính phủ Nhật Bản đã không có hành động nào.
Có những tuyên bố rằng vấn đề này hiện đang được chủ nghĩa dân tộc Nhật Bản, trong đó có Thủ tướng Abe Shinzō, lợi dụng để "tăng quân sự hóa", tạo điều kiện để sửa đổi Hiến pháp nhằm làm giảm các giới hạn của hiến pháp đối với quân đội, sửa đổi Luật Giáo dục cơ bản, và theo đuổi các mục tiêu chính trị khác. Các tuyên bố như vậy đã bị chỉ trích bởi Nakayama Kyoko, cố vấn đặc biệt tại Tokyo cho Thủ tướng Nhật Bản về vấn đề bắt cóc. Ông Nakayama đã nói: "Đây là về giải cứu công dân của chúng ta (không bị bắt cóc thêm nữa). Họ xứng đáng được tất cả hỗ trợ có thể để lấy lại tự do và phẩm giá của họ. Nhiệm vụ của chúng ta là đưa họ về."

## Cuộc đàm phán giữa Triều Tiên và Nhật Bản vào năm 2002 và sau đó
Ngày 17 tháng 9 năm 2002, Thủ tướng Nhật Bản Koizumi Junichirō đến thăm Triều Tiên gặp nhà lãnh đạo Triều Tiên Kim Jong-il. Để tạo thuận lợi cho việc bình thường hóa quan hệ với Nhật Bản, Kim thừa nhận Triều Tiên đã bắt cóc 13 công dân Nhật Bản và ban hành một lời xin lỗi miệng. Ông cho rằng việc bắt cóc là do "một số người muốn thể hiện chủ nghĩa anh hùng và phiêu lưu của họ", và tránh nhận lỗi về mình. Trong cuộc họp năm 2002, Triều Tiên cũng cung cấp giấy chứng tử cho tám người họ tuyên bố là đã chết, nhưng thừa nhận trong năm 2004 rằng các giấy chứng tử này đã được soạn thảo trong một thời gian ngắn trước đó. Vì một số lý do, chính phủ Nhật Bản và các tổ chức phi chính phủ đặt câu hỏi tám người này liệu đã chết hay không.

### Trả lại năm nạn nhân
Sau đó, Triều Tiên cho phép năm nạn nhân mà nước này nói là còn sống được phép trở về Nhật Bản, với điều kiện là họ sẽ quay lại Triều Tiên sau đó. Các nạn nhân trở về Nhật Bản vào 15 tháng 10 năm 2002.
Tuy nhiên, chính phủ Nhật Bản, sau khi lắng nghe những lời khẩn cầu của công chúng và gia đình các người bị bắt cóc, nói với Triều Tiên rằng các nạn nhân sẽ không quay trở về. Triều Tiên tuyên bố rằng đây là một sự vi phạm thỏa thuận và từ chối để tiếp tục đàm phán thêm nữa.
Năm nạn nhân được hồi hương là Chimura Yasushi và vợ Fukie, Hasuike Kaoru và vợ Yukiko, và Soga Hitomi - vợ của Charles Robert Jenkins, người vẫn còn ở Triều Tiên.

### Con cái / vợ / chồng của nạn nhân trở về đoàn tụ
Ba người con của gia đình Chimura và hai đứa con của gia đình Hasuike, sinh ra ở Triều Tiên, được phép gặp lại cha mẹ tại Nhật Bản sau chuyến thăm thứ hai của Thủ tướng Nhật Bản Koizumi tới Bình Nhưỡng vào ngày 22 tháng 5 năm 2004. Tất cả năm đứa trẻ bày tỏ sẵn sàng ở lại Nhật Bản và sống như người Nhật, theo lời thuật lại của cha mẹ và người thân khác.
Soga Hitomi đã đoàn tụ với chồng và các con, nhưng thông qua một tuyến đường quanh co hơn. Chồng của cô, Charles Robert Jenkins, là một kẻ đào ngũ khỏi Quân đội Hoa Kỳ đã trốn sang Triều Tiên, nơi cuối cùng anh gặp và kết hôn với Soga. Lo sợ phải ra tòa án binh, ông Jenkins và hai cô con gái của họ ban đầu gặp Soga ở Jakarta, Indonesia, vào ngày 9 tháng 7 năm 2004, cuối cùng trở về Nhật Bản vào ngày 18 tháng 7. Hai tháng sau, vào ngày 11 tháng 9 năm 2004, Jenkins ra đầu thú tại căn cứ quân sự Mỹ ở Camp Zama, Nhật Bản, chịu án nhẹ sau khi bị kết tội đào ngũ và giúp đỡ kẻ thù, và bị quân đội Mỹ trục xuất. Gia đình này hiện đang sống trên đảo Sado ở Nhật Bản.

### Bằng chứng và điều tra thêm
Vào tháng 11 năm 2004, Triều Tiên đã trả lại hài cốt hỏa táng của hai người, nói rằng hài cốt là của Rizwan Manzoor và Matsuki Kaoru, người mà Triều Tiên tuyên bố đã chết sau khi bị bắt cóc. Xét nghiệm DNA sau đó của Nhật Bản xác định rằng những hài cốt này không thuộc về cả hai người có tên ở trên. Tuy nhiên, tạp chí khoa học độc lập Nature đã xuất bản một bài báo rất phê phán bài kiểm tra này, được thực hiện tại Đại học Teikyo bởi Yoshii Tomio, một giảng viên tương đối cơ sở (giảng viên) trong khoa pháp y, không có giáo sư. Yoshii sau đó thừa nhận rằng ông không có kinh nghiệm trước đây trong việc phân tích mẫu vật hỏa táng. Lỗi này - dù cố ý hay không - làm căng thẳng hơn nữa mối quan hệ giữa Nhật Bản và Triều Tiên.
Trong một cuộc phỏng vấn với cảnh sát Nhật Bản, Chimura Yasushi và Hasuike Kaoru, hai trong số những người bị bắt cóc được phép quay lại Nhật Bản vào năm 2002, đã xác định hai kẻ bắt cóc là Sin Gwang-su (còn gọi là Sin Kwang-su) và một người đàn ông được gọi là " Pak ". Cơ quan Cảnh sát Quốc gia đã yêu cầu bắt giữ Sin Gwang-su và Choi Sung Chol về vụ bắt cóc công dân Nhật Bản. Sin báo cáo với cảnh sát ở Hàn Quốc rằng ông đã được Kim Jong-il đích thân ra lệnh thực hiện các vụ bắt cóc.
Vào tháng 3 năm 2006, cảnh sát Osaka đã đột kích sáu cơ sở, bao gồm Phòng Thương mại Triều Tiên, trong một cuộc điều tra về các tình huống xung quanh vụ mất tích tháng 6 năm 1980 của một trong những kẻ bị bắt cóc, Hara Tadaaki. Tất cả sáu cơ sở được liên kết với Chongryon, một tổ chức cư dân Triều Tiên thân Bình Nhưỡng tại Nhật Bản. Một phát ngôn viên cảnh sát nói rằng người đứng đầu Chongryon vào thời điểm đó bị nghi ngờ hợp tác trong vụ bắt cóc của anh ta.

### Tình hình hiện tại (2004)

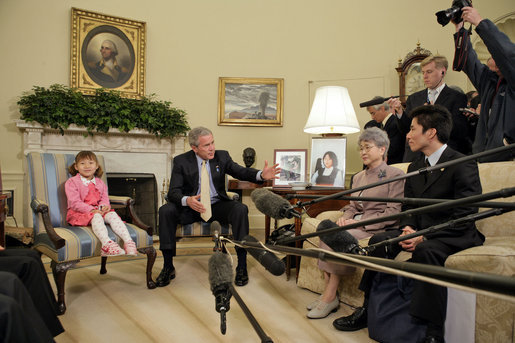
Yokota Sakie, mẹ của cô gái bị bắt cóc Megumi Yokota, gặp Tổng thống Mỹ George W. Bush tại Nhà Trắng vào tháng 4 năm 2006.

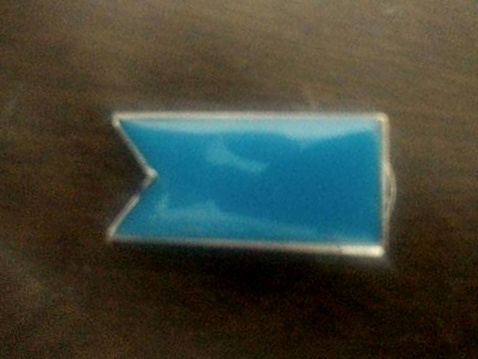
Huy hiệu đeo để ủng hộ nạn nhân trở về Nhật Bản

Chính phủ Triều Tiên tiếp tục tuyên bố rằng chỉ có 13 người bắt cóc và vấn đề đã được giải quyết với sự trở lại Nhật của năm người. Tuy nhiên, chính phủ Nhật Bản tuyên bố rằng vấn đề này chưa được giải quyết đúng đắn và tất cả các bằng chứng do Triều Tiên cung cấp đều bị giả mạo.
Đến tháng 5 năm 2004, năm nạn nhân bị bắt cóc và gia đình của họ (tổng cộng 10 người) trở về từ Triều Tiên. Tuy nhiên, một số nạn nhân bị cáo buộc vẫn mất tích.
Mặc dù sau đó, Bộ trưởng Nội các Hosoda Hiroyuki đã bình luận vào ngày 24 tháng 12 năm 2004, rằng "trừ khi các biện pháp trung thực được thực hiện nhanh chóng, chúng tôi không thể không áp dụng các biện pháp nghiêm ngặt", ám chỉ các biện pháp trừng phạt có thể, mà chính phủ Nhật Bản vẫn chưa thực hiện.
Nhóm hỗ trợ của các nạn nhân cũng đã tìm đến Liên Hợp Quốc để được giúp đỡ. Tổng thư ký Liên Hợp Quốc Kofi Annan, trong một bài phát biểu vào ngày 24 tháng 2 năm 2004, đã đề cập đến vấn đề này, thông cảm với các nạn nhân và gia đình của họ, và bày tỏ mong muốn vấn đề sẽ được giải quyết hoàn toàn.
Cuối năm đó, Quốc hội Hoa Kỳ đã thông qua Đạo luật Nhân quyền của Triều Tiên năm 2004. Đáp lại điều này, đảng cầm quyền Hàn Quốc, không muốn làm tổn hại quan hệ Bắc-Nam, bày tỏ lo ngại.  Mặt khác, gia đình nạn nhân và những người ủng hộ họ bày tỏ lòng biết ơn đối với chính phủ và tổng thống Hoa Kỳ.
Năm 2004, Chính phủ Nhật Bản đã thông qua hai đạo luật được thiết kế để hạn chế thương mại với Triều Tiên.
Vào ngày 2 tháng 11 năm 2005, Vương quốc Anh đã dẫn đầu 45 quốc gia, bao gồm Hoa Kỳ và Nhật Bản, trong khi đệ trình một đề xuất lên án Triều Tiên tới Liên Hợp Quốc. Vào ngày 16 tháng 12, đề xuất này đã được Đại hội đồng thông qua với 88 người ủng hộ, 21 người phản đối và 60 phiếu bỏ phiếu. Cụ thể, Trung Quốc và Nga đã phản đối đề xuất này và chính phủ Hàn Quốc đã từ chối bỏ phiếu. Đề xuất lên án Triều Tiên vì "vi phạm nhân đạo có hệ thống" và đề cập đến vấn đề bắt cóc, sự tồn tại của các trại tập trung và lạm dụng chống lại những người đào thoát Triều Tiên bị gửi trả lại Triều Tiên.
Một nhóm làm việc đối phó với các vi phạm nhân quyền cũng đã được thành lập tại các cuộc đàm phán sáu bên. 
Ngoại trưởng Hoa Kỳ Condoleezza Rice bày tỏ ủng hộ vấn đề bắt cóc.
Vào ngày 27 tháng 4 năm 2006, Yokota Sakie, mẹ của kẻ bắt cóc Yokota Megumi, đã làm chứng trong một tiểu ban của Hạ viện Hoa Kỳ về vấn đề bắt cóc. Ngày hôm sau, Yokota đã gặp Tổng thống Hoa Kỳ George W. Bush để yêu cầu sự giúp đỡ của Hoa Kỳ trong việc giải quyết vấn đề bắt cóc. Tổng thống gọi cuộc họp là "một trong những cuộc họp cảm động nhất" trong nhiệm kỳ tổng thống của ông và đặt câu hỏi về hành động của Triều Tiên.
Vào ngày 13 tháng 6 năm 2006, Dự luật Nhân quyền của Triều Tiên, kêu gọi các biện pháp trừng phạt được áp dụng đối với Triều Tiên, đã được nội các của Nhật Bản thông qua.
Sau cái chết của Kim Jong-il vào tháng 12 năm 2011, người từng bị bắt cóc Hasuike Kaoru bày tỏ mong muốn chính phủ Nhật Bản "phân tích cẩn thận tình trạng của Triều Tiên và cố gắng hết sức để đảm bảo an toàn cho những người bị bắt cóc vẫn còn ở đó".
Vấn đề bắt cóc đã trở thành rất quan trọng đối với chính sách của Triều Tiên và sự tham gia của Nhật Bản vào các cuộc đàm phán sáu bên. Quan trọng nhất là, "Tōkyō đã duy trì việc cung cấp các ưu đãi kinh tế, được coi là rất quan trọng đối với một giải pháp toàn diện và lâu dài của câu hỏi hóc búa hạt nhân, về việc thiết lập quan hệ ngoại giao với Triều Tiên - chủ yếu liên quan đến việc giải quyết vấn đề bắt cóc. " 
Vào ngày 29 tháng 8 năm 2013, các gia đình của các nạn nhân bao gồm cả Yokota đã làm chứng tại phiên điều trần của nhóm Liên Hợp Quốc.
Vào tháng 5 năm 2014, sau khi hội đàm với Nhật Bản, Triều Tiên đã đồng ý thăm dò vấn đề bắt cóc.
Vào ngày 4 tháng 7 năm 2014, Nhật Bản đã giảm bớt một số lệnh trừng phạt đối với Triều Tiên sau cuộc hội đàm giữa hai nước. Bình Nhưỡng đã đồng ý mở lại các cuộc điều tra về các vụ bắt cóc.
Vào tháng 10 năm 2014, một phái đoàn Nhật Bản đã đến thăm Triều Tiên.
Vào tháng 3 năm 2015, sau khi các cuộc đàm phán với Triều Tiên không mang lại kết quả, Nhật Bản đã gia hạn lệnh trừng phạt thêm 24 tháng nữa. Chúng bao gồm cấm các tàu Triều Tiên vào cảng Nhật Bản và giới hạn thương mại với nước này. Các biện pháp trừng phạt này hết hạn vào tháng 3 năm 2017.